# Rosie the Riveter

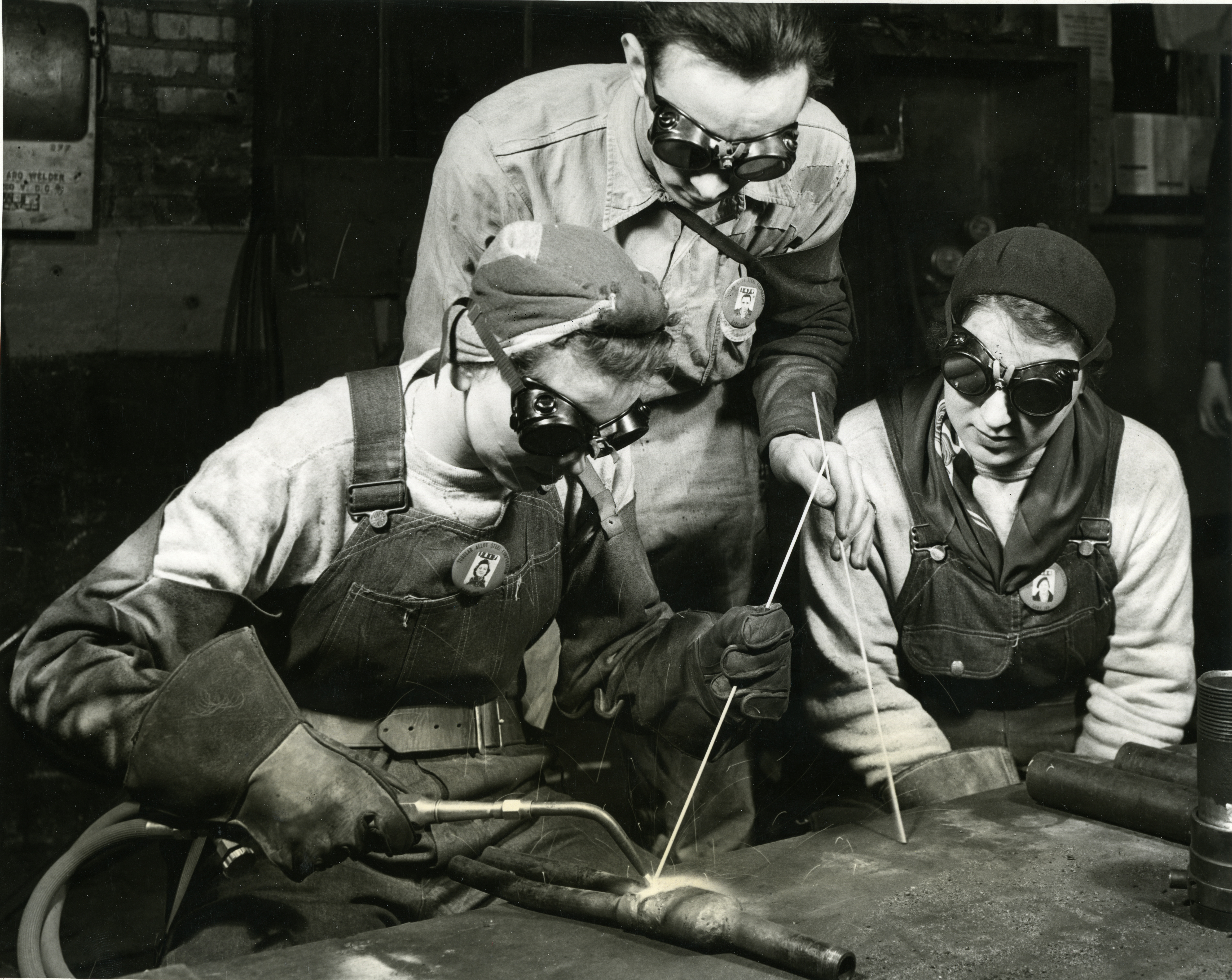
Rosies beim Schweißen

Die fiktive Person Rosie the Riveter (deutsch: Rosie, die Nieterin) war 1941 die Hauptperson eines Propagandafilmes des US-Kriegsinformationsamts für die Anwerbung von Frauen in die Rüstungsindustrie und Titelheldin eines populären US-amerikanischen Liedes. Sie wurde zur kulturellen Ikone dieser Werbekampagne, welche die Frauen symbolisierte, die zu Tausenden während des Zweiten Weltkriegs in der Rüstungsindustrie arbeiteten.
Sie spielt nach wie vor eine Rolle als Sinnbild für arbeitende Frauen und als feministisches Symbol für wirtschaftliche Kraft; sie inspirierte Filme und Buchveröffentlichungen. Das während des Krieges 1942 nur kurz beim Westinghouse-Konzern intern verwendete Poster We Can Do It! von J. Howard Miller (1898–1985) wurde erst in den 1980er Jahren mit der Kampagne verbunden und danach millionenfach auf Kaffeetassen, Streichholzschachteln und Papier reproduziert.

## Kampagne für Frauen in der Kriegsindustrie
Die Kunstfigur Rosie the Riveter wurde vor dem Hintergrund geschaffen, dass man die Bedeutung von Frauen für kriegswichtige Betriebe erkannt hatte. Das US-Informationsamt (United States Office of War Information) entwickelte 1941 eine Werbekampagne, die gezielt junge US-Amerikanerinnen für die Arbeit in kriegswichtigen Industrien anwerben sollte. Die damaligen Kampagnen wendeten sich vor allem an Hausfrauen unter dem Motto wer einen Elektromixer bedienen kann, kann auch mit einem Bohrer umgehen.:160 Sie bezog auch die Ehemänner ein, denen vermittelt wurde, auf ihre tüchtigen Frauen stolz zu sein. Rosie the Riveter wurde als personifizierte Patriotin die Ikone dieser Werbekampagne.
Mit der Kampagne zu Rosie the Riveter ist das rasante Ansteigen der Zahl werktätiger Frauen in den USA verbunden, deren Anzahl von 1940 bis 1944 von 12 auf 20 Millionen stieg. Allerdings waren die meisten von ihnen nicht in der Produktion, sondern in Büros und Schreibstuben beschäftigt. Im Jahr 2000 wurde der Rosie the Riveter/World War II Home Front National Historical Park in Richmond (Kalifornien) am Platz einer ehemaligen Großwerft eröffnet. Über 200 frühere Rosies nahmen an der Eröffnung teil. 1944 wurde das Motiv als Rosie the Riveter verfilmt und war ebenso Thema eines 1980 von Connie Field produzierten Dokumentarfilms mit dem Titel The Life and Times of Rosie the Riveter.

## Ikonographie

### Musik
Die Bezeichnung „Rosie the Riveter“ wurde 1942 in einem Lied von Redd Evans und John Jacob Loeb verwendet. Das Lied wurde unter anderem von Kay Kyser gespielt und wurde ein landesweit beliebter Schlager. Der Name geht möglicherweise auf Rosie Bonavitas zurück, die bei Convair in San Diego, Kalifornien arbeitete. Das Bildmotiv ähnelte Veronica Foster, die 1941 in Kanada als Ronnie, the Bren Gun Girl verewigt wurde.
Das zunächst dem Lied zugeordnete Bild wurde mit Rose Will Monroe verbunden, die aus Pulaski County in Kentucky stammte und bei der Willow Run Aircraft Factory in Ypsilanti, Michigan an B-29 und B-24 arbeitete. Monroe wurde in einem Werbefilm porträtiert und das Lied „Rosie the Riveter“ mit ihr identifiziert.

### Bilder
Die Bilder selbst zeigen oft eine idealisierte Darstellung der arbeitenden Frauen, die teilweise prekären Arbeitsbedingungen werden ausgeblendet. Die enorme Mobilisierung und Motivation der Frauen allgemein wie erhebliche Fortschritte bei der Anerkennung schwarzer Arbeiterinnen sind aber davon unbenommen. Leila J. Rupp untersuchte Unterschiede und Gemeinsamkeiten zu der deutschen, deutlich schwächer ausgeprägten Propaganda in dem Bereich, die ihr zufolge das Potential der weiblichen Arbeitskräfte im Gegensatz zu den USA kaum zu mobilisieren imstande war. Dessen ungeachtet seien in beiden Ländern die traditionellen Frauenbilder nach wie vor kolportiert worden.

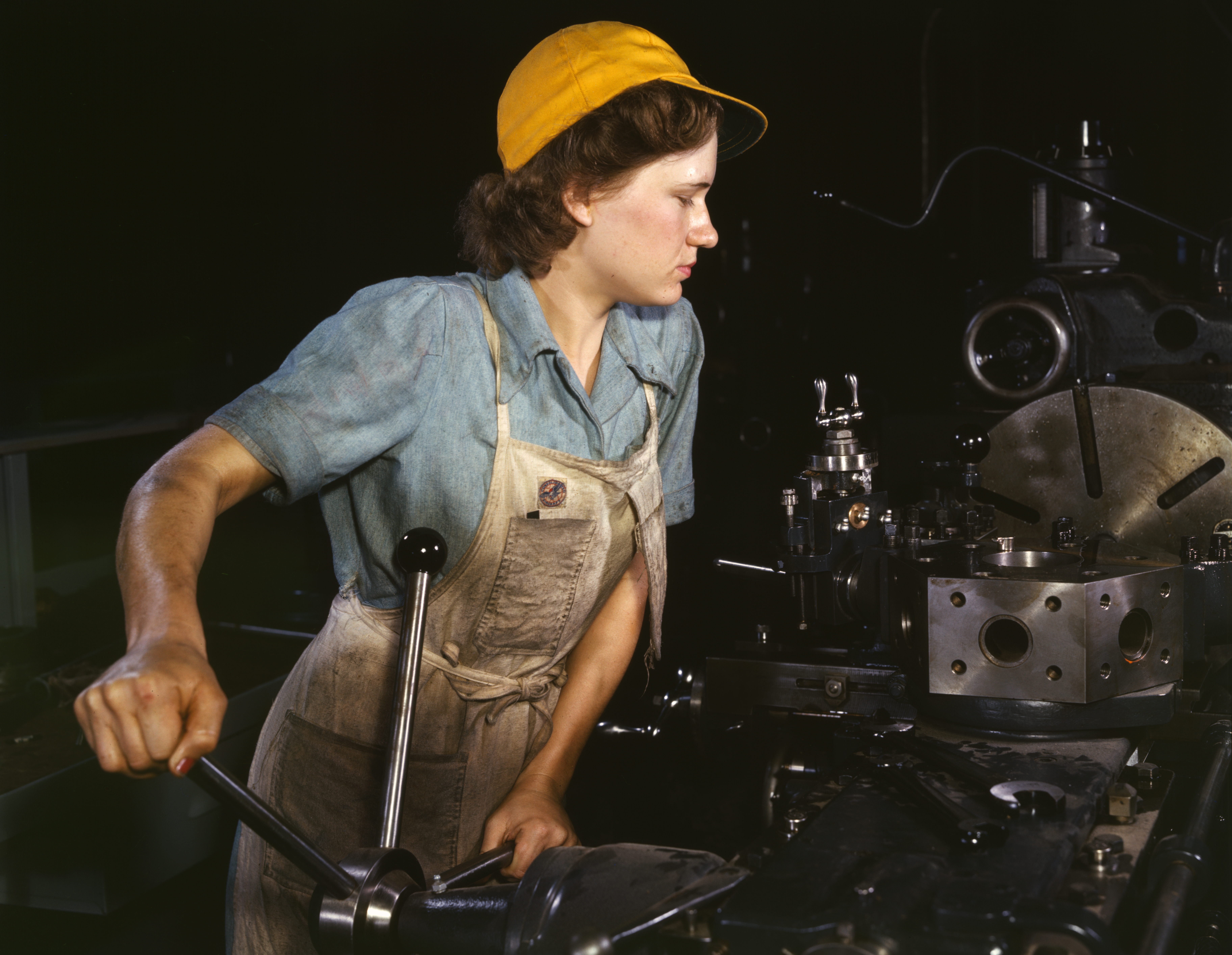
Eine Frau arbeitet an einer Drehbank bei der Flugzeugteilefertigung (1942).
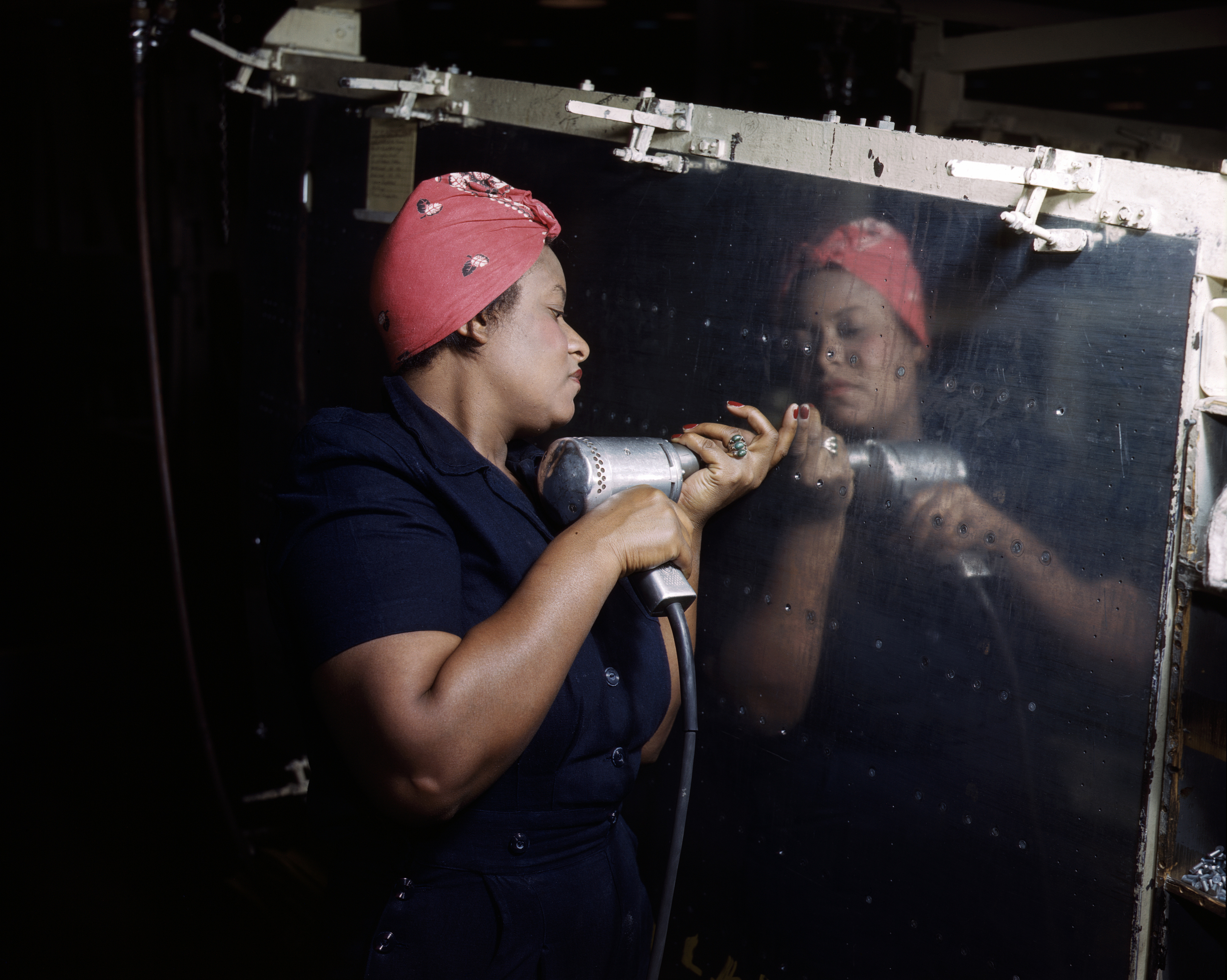
Eine Rosie an einem A-31-Bomber
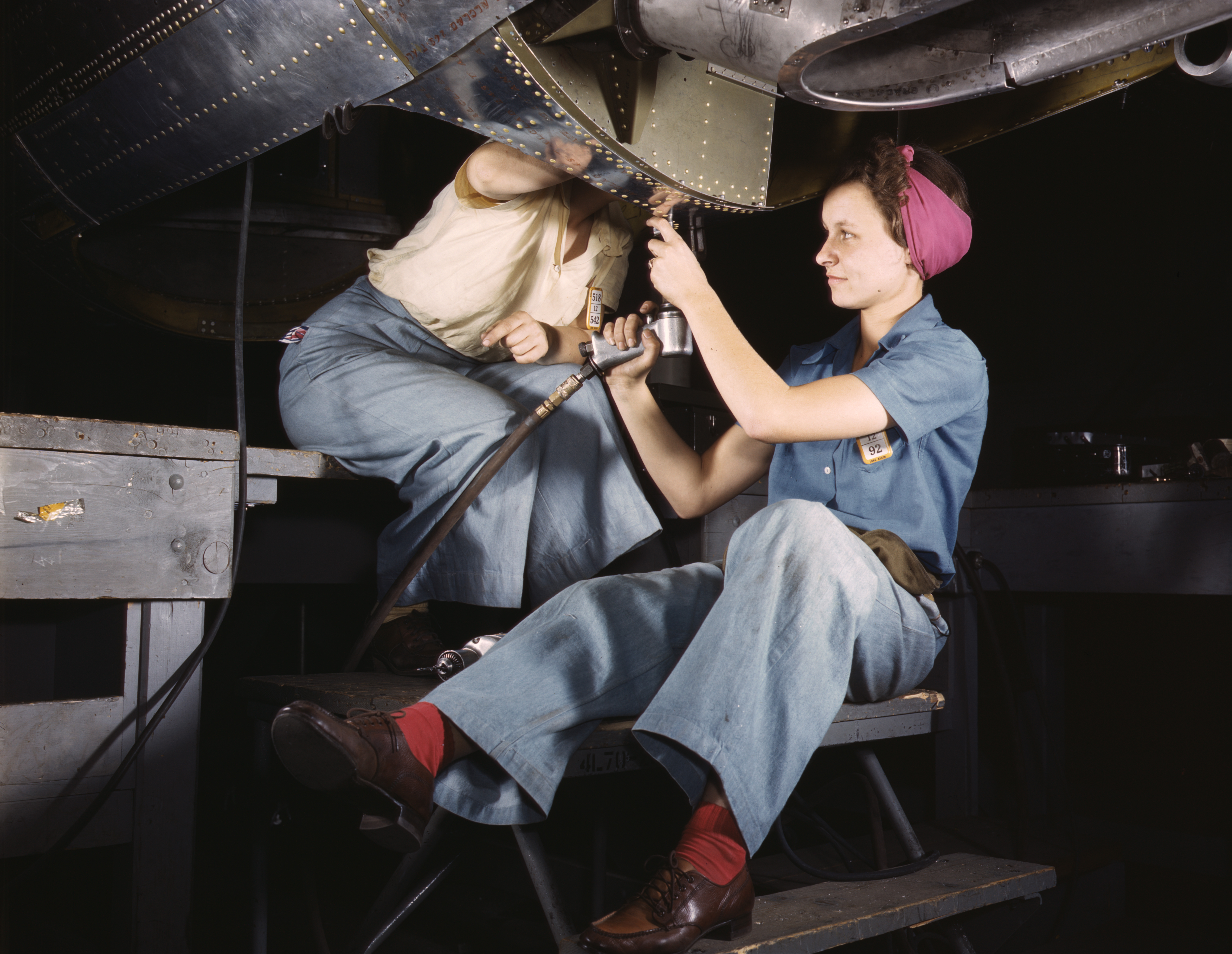
Zwei Monteurinnen bei Douglas 1942, die vordere Frau mit Victory Rolls („Siegerrollen“, Sieger-Haarlocken)
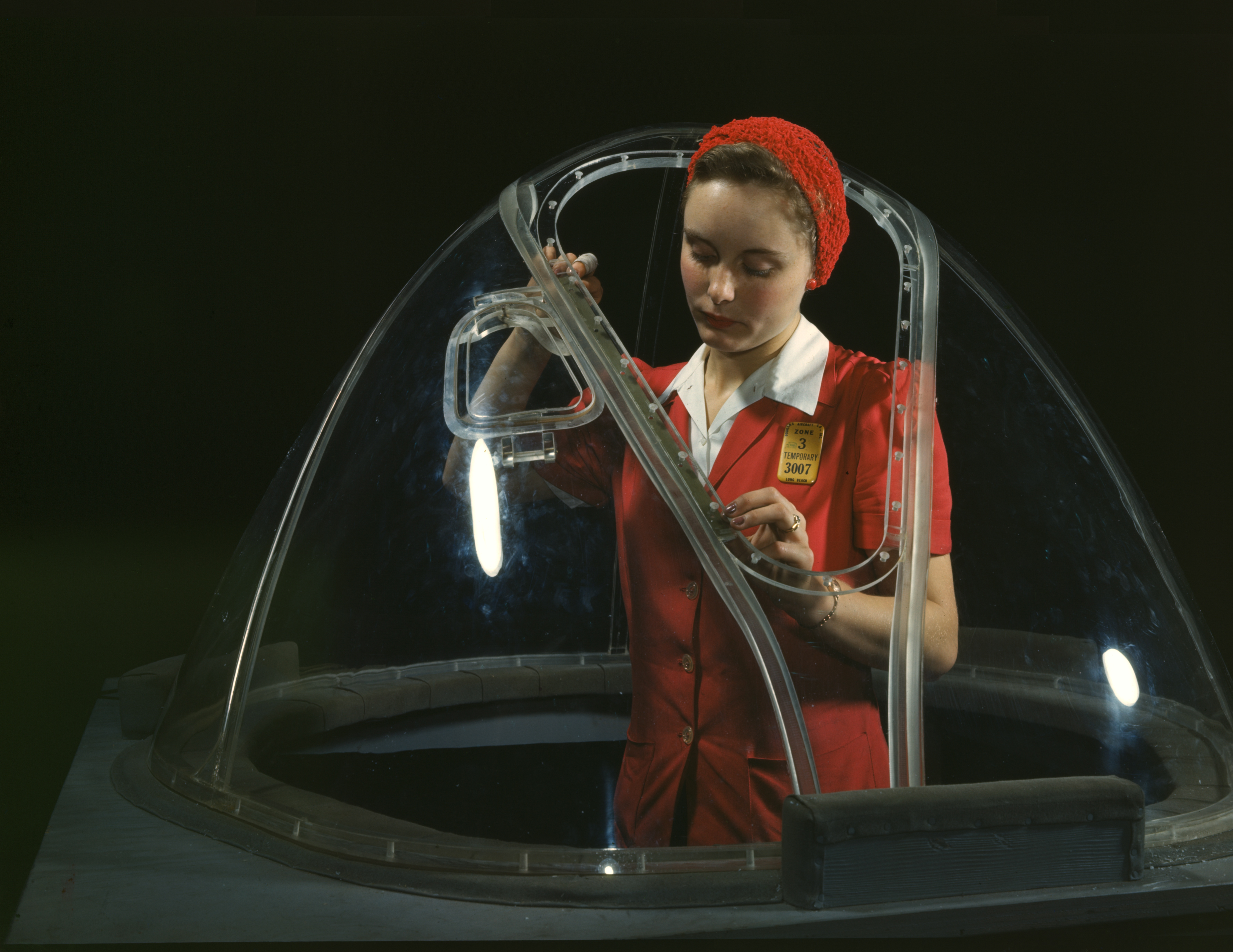
Arbeiten an der Plexiglas-Kanzel einer Boeing B-17

Der Rosie zugeschriebene Frisurenstil bestand aus typischerweise hochgesteckten Haaren und Accessoires zum Schutz der Haare wie Haarbändern, geschlungenen Tüchern oder Turbanen, um sich bei der Arbeit an Maschinen und beweglichen Teilen nicht zu verletzen. Die typischen 40er Hochsteckfrisuren bestanden aus unterschiedlichen Elementen wie Rollen, Locken, Wellen und Pompadours. In den USA wurde die sehr populäre Frisur mit zwei sich gegenüberliegenden Rollen als Victory Rolls (Siegerrollen, nach einem Flugmanöver bzw. nach der V-Form der Frisur) bezeichnet. In Deutschland kam der Ausdruck „Entwarnungsfrisur“ („Alles nach oben“) in Gebrauch; die Hochsteckfrisuren waren grenzüberschreitend in Mode.

### Bild von Norman Rockwell
Norman Rockwell malte, angeregt von dem Song „Rosie the Riveter“, nach einer Fotovorlage der damals 19-jährigen Telefonistin Mary Doyle (Keefe) das Ölbild „Rosie the Riveter“. Eine sitzende Arbeiterin (erkennbar an ihrer Arbeitskleidung) beißt in ein Butterbrot. Auf ihrer Brotbüchse steht ihr Name; auf ihren Oberschenkeln liegt ein Nietautomat zur Weiterarbeit bereit; ihr rechter Fuß steht auf Hitlers Mein Kampf. Ihr Lippenstiftauftrag wirkt feminin. Ein Großteil des Bildes zeigt die amerikanische Nationalflagge. Ihre Pose ähnelt der des Propheten Jesaja, den Michelangelo 1509 an die Decke der Sixtinischen Kapelle malte.
Im Mai 1943 war das Bild auf der Titelseite der Saturday Evening Post; diese hatte eine Auflage von 3 Millionen Exemplaren. Das Gemälde ist im Crystal Bridges Museum of American Art in Bentonville ausgestellt und wurde 2002 für fast 5 Millionen Dollar beim Auktionshaus Sotheby’s ersteigert.

### Das Westinghouse-„We Can Do It!“-Poster

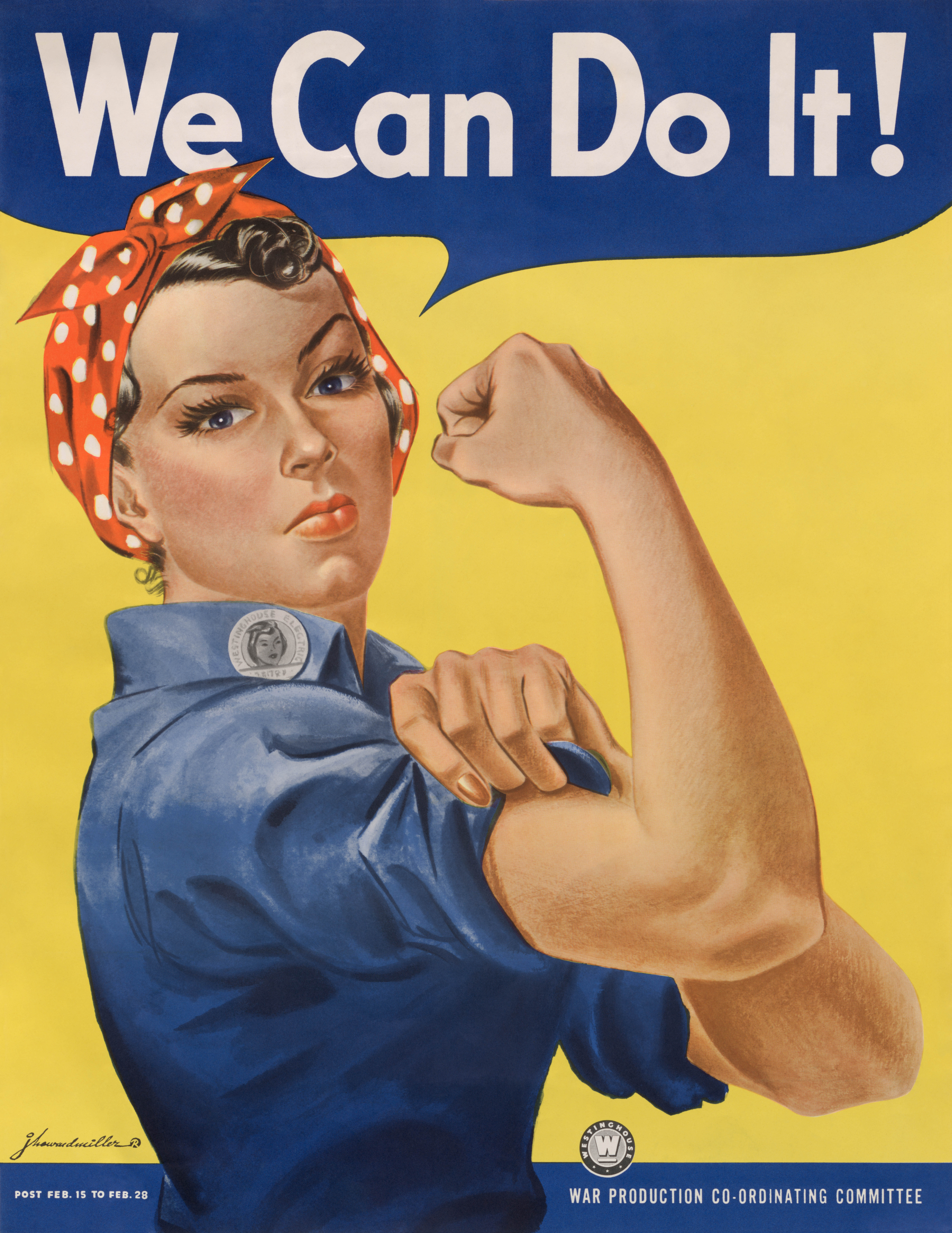
Poster We Can Do It! (ca. 1942)

1942 begann J. Howard Miller bei der Westinghouse Company eine Posterserie für die Rüstungsindustrie zu entwerfen. Eines der Poster wurde unter dem Titel We Can Do It! nur für Westinghouse produziert. Es wurde in einer Auflage von knapp 1.800 Stück innerhalb der Westinghousewerke in Pennsylvania und dem Mittleren Westen in einer Serie zur Hebung der Arbeitsmoral im Februar 1943 zwei Wochen lang präsentiert und wurde schnell vergessen. Das in den Nationalfarben Blau, Rot und Weiß gehaltene Bild entwickelte sich Jahrzehnte später zu einer populären und weit verbreiteten Symbolfigur der industriellen Friedensstifterin, des Feminismus und der patriotischen Heimatfrontsolidarität. Wie das Bild erneut in die Öffentlichkeit gelangte ist unklar, 1982 erschien ein Abdruck in der Washington Post und 1994 erschien es auf der ersten Seite des Smithsonian Magazine und ist sehr populär, ohne dass die Ursprünge den meisten Menschen bekannt wären. Erst Jahrzehnte nach dem Krieg wurde es zu einer Rosie the Riveter verklärt. Das Bild enthält keinen Hinweis auf den Frauennamen Rosie oder die Tätigkeit des Nietens und Ed Reis, Historiker bei Westinghouse, wies 2003 darauf hin, dass es präziser Molly the Mycarta Molder oder Helen the Helmet Liner Maker (Helen, die Helmfuttermacherin) genannt werden könnte. Während als Modell für das Bild jahrzehntelang die damals 17-jährige Geraldine Hoff (später Doyle) galt, wird seit 2015 davon ausgegangen, dass es sich um die damals 20-jährige Naomi Parker (1921–2018) handelte.

### Marilyn Monroe als Rosie

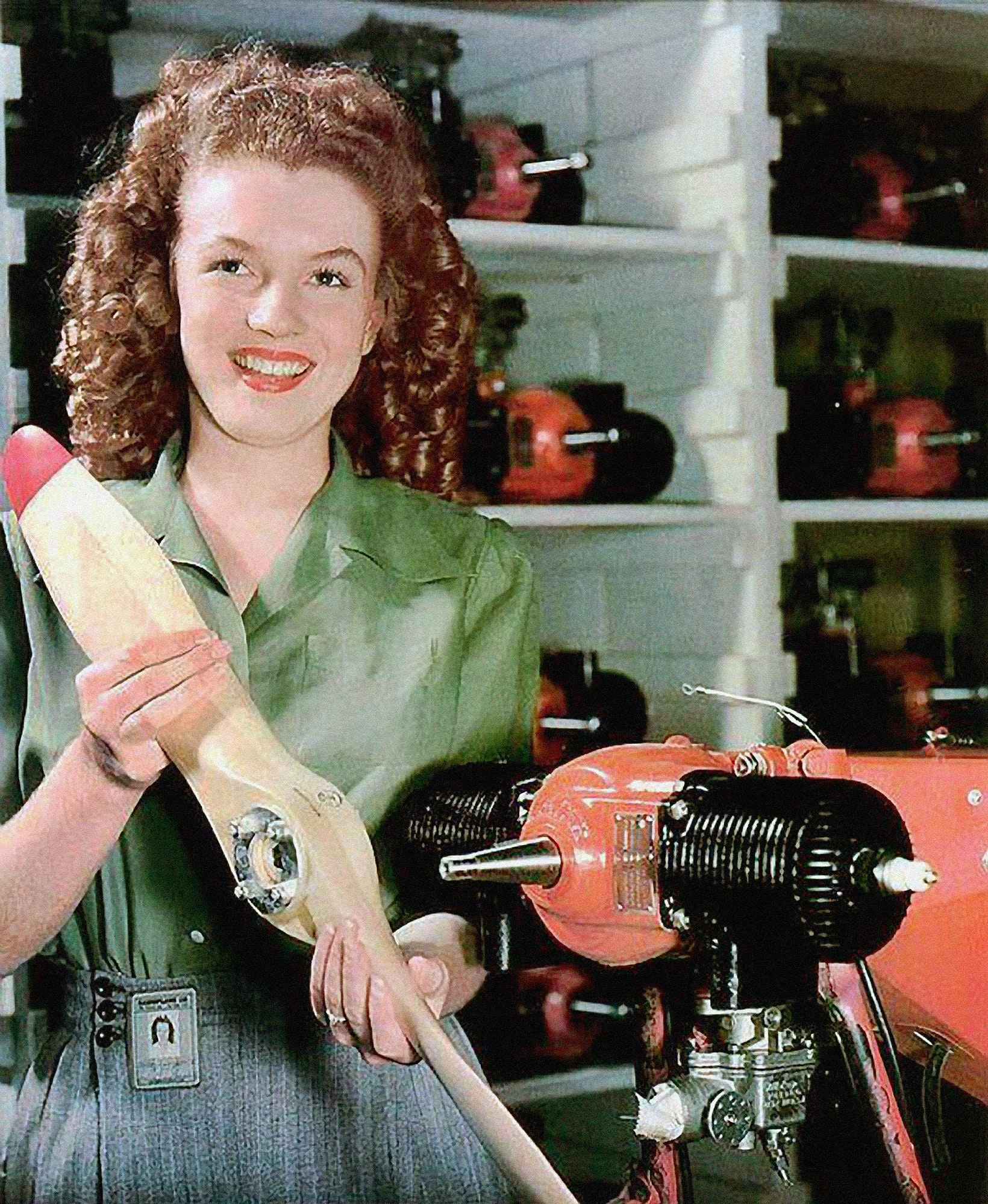
Marilyn Monroe als Model für das Magazin Yank der U.S. Army (1944)

Im Herbst 1944 wurde der Armeefotograf David Conover von seinem Hauptmann, dem späteren US-Präsidenten Ronald Reagan beauftragt, „animierende Bilder von anziehenden Frauen am Fließband zu machen, die die Kriegsanstrengungen durch ihre Arbeit unterstützen“. In der Montageabteilung einer Rüstungsfabrik entdeckte er eine junge Frau namens Norma Jeane Dougherty, die dort seit einem halben Jahr arbeitete. Die ersten Fotos erschienen Mitte 1945 im Magazin Yank der U.S. Army. Conover erkannte Norma Jeanes Talent und riet ihr, sich als Model zu bewerben. Dies war der Beginn einer Karriere, die sie unter dem Künstlernamen Marilyn Monroe weltbekannt machen sollte.

## Bild und Film
- Norman Rockwell, Rosie the Riveter. Khan Academy.
- The Life and Times of Rosie the Riveter. Connie Field, USA 1980.